# STS-79
STS-70 var en flygning i det amerikanska rymdfärjeprogrammet med rymdfärjan Atlantis. Flygningen gick till den ryska rymdstationen Mir. Den sköts upp från Pad 39A vid Kennedy Space Center i Florida den 16 september 1996. Efter drygt tio dagar i omloppsbana runt jorden återinträdde rymdfärjan i jordens atmosfär och landade vid Kennedy Space Center.
Flygningens mål var att leverera utrustning och förnödenheter till rymdstationen, detta gjorde man med hjälp av en Spacehabmodul placerad i rymdfärjans lastrum.

## Besättning
- William F. Readdy
- Terrence W. Wilcutt
- Thomas D. Akers
- John E. Blaha
- Jay Apt
- Carl E. Walz
- Shannon W. Lucid

## Väckningar
Under Geminiprogrammet började NASA spela musik för besättningar och sedan Apollo 15 har man varje "morgon" väckt besättningen med ett musikstycke, särskilt utvalt antingen för en enskild astronaut eller för de förhållanden som råder.
Under flygningen spelade man även upp en hälsning från artisten eller från anställda vi olika NASA-center
| Dag | Låt                            | Artist/Kompositör       | Hälsning från    | Spelad för                                |
| --- | ------------------------------ | ----------------------- | ---------------- | ----------------------------------------- |
| 2   | "Duke of Earl"                 | Gene Chandler           |                  | Carl E. Walz                              |
| 3   | "Rescue Me"                    | Fontella Bass           | Shannon W. Lucid | hela besättningen                         |
| 4   | "Hold On (I'm Coming)"         | Sam and Dave            |                  | Shannon W. Lucid                          |
| 5   | "Whole Lotta Shakin’ Goin’ On" | Jerry Lee Lewis         |                  |                                           |
| 6   | "Cheeseburger in Paradise"     | Jimmy Buffett           |                  | Shannon W. Lucid                          |
| 7   | "Another Saturday Night"       | Max Q                   |                  | Carl E. Walz                              |
| 8   | "Got Me Under Pressure"        | ZZ Top                  |                  | hela besättningen                         |
| 9   | "Please Don't Leave Me"        | Fats Domino             |                  |                                           |
| 10  | "Only Wanna Be With You"       | Hootie and the Blowfish |                  | Shannon W. Lucid                          |
| 11  | "Danger Zone"                  | Kenny Loggins           |                  | William F. Readdy och Terrence W. Wilcutt |